# Jenni Olson
Jenni Olson (Falcon Heights, 6 de octubre de 1962) es una escritora, archivista, historiadora, consultora y cineasta estadounidense. Cofundó el sitio web LGBT pionero PlanetOut.com. Sus dos largometrajes, The Joy of Life (2005) y The Royal Road (2015), se estrenaron en el Festival de Cine de Sundance. Su trabajo como cineasta experimental y su amplia colección personal de copias y recuerdos de películas LGBTQ fueron adquiridos en abril de 2020 por el archivo Harvard Film Archive, y su reflexión sobre los últimos 30 años de la historia del cine LGBT, en The Oxford Handbook of Queer Cinema, se publicó por la Oxford University Press en 2021. En el 2020, fue incluida en la lista Out 100 de la revista Out. En 2021, fue reconocida con el prestigioso Premio Teddy en el Festival de Cine de Berlín. También hizo campaña para que se construyera una barrera en el puente Golden Gate para prevenir suicidios.

## Biografía
Olson nació y se crio en Falcon Heights y se educó en la Universidad de Minnesota, donde obtuvo su título en Estudios Cinematográficos. En 1986, cuando aún era estudiante, cofundó el Festival de Cine Lésbico, Gay, Bisexual y Transgénero de Minneapolis/St.Paul, inicialmente bajo el nombre de Lavender Images. Para ello, Olson se inspiró en el libro de Vito Russo, The Celluloid Closet. En 1992, fue contratada por la compañía Frameline y se mudó a San Francisco para trabajar como curadora invitada en el Festival Internacional de Cine Gay y Lésbico de San Francisco, antes de ser nombrada codirectora junto a Mark Finch. Después de tres años, Olson dejó este puesto para cofundar el sitio web PlanetOut.com. Trabajó como directora de entretenimiento y comercio electrónico para el sitio, y también desempeñó las mismas funciones para Gay.com. Creó la sección PopcornQ del sitio web PlanetOut.com, basándose en su libro The Ultimate Guide to Lesbian & Gay Film and Video. 
En 1997, asistió al Festival de Sundance y organizó, junto con el director ejecutivo del Outfest, Morgan Rumpf, un pequeño brunch dirigido a asistentes queer. El evento ha tenido lugar anualmente desde entonces siendo copresentado por PlanetOut.com y Outfest hasta 2005. Desde la desaparición de PlanetOut, ahora solo lo presenta Outfest. Los patrocinadores lo describieron en 2005 como "el principal evento de la industria de gays y lesbianas durante Sundance". En marzo de 2005, Olson fue nombrada directora de comercio electrónico y marketing de consumo de Wolfe Video /Wolfe Releasing.
En 2021, fue reconocida con el premio Teddy en el Festival de Cine de Berlín, por su servicio a la comunidad cinematográfica LGBTQ.
Olson es actualmente codirectora de The Bressan Project, dedicada a restaurar y relanzar las películas del pionero cineasta gay Arthur J. Bressan Jr. Su trabajo como historiadora del cine incluye el libro nominado al Premio Literario Lambda The Queer Movie Poster Book y sus muchas presentaciones de avances de películas antiguas ( Homo Promo, Afro Promo, etc. ). Sus críticas de cine han aparecido en numerosas publicaciones, incluidas Filmmaker Magazine, The Advocate y San Francisco Bay Guardian, y actualmente es columnista de cine para NewNowNext de Logo TV.
En julio de 2021, Olson se unió a la organización GLAAD para liderar su Programa de Seguridad en las Redes Sociales.

## Carrera

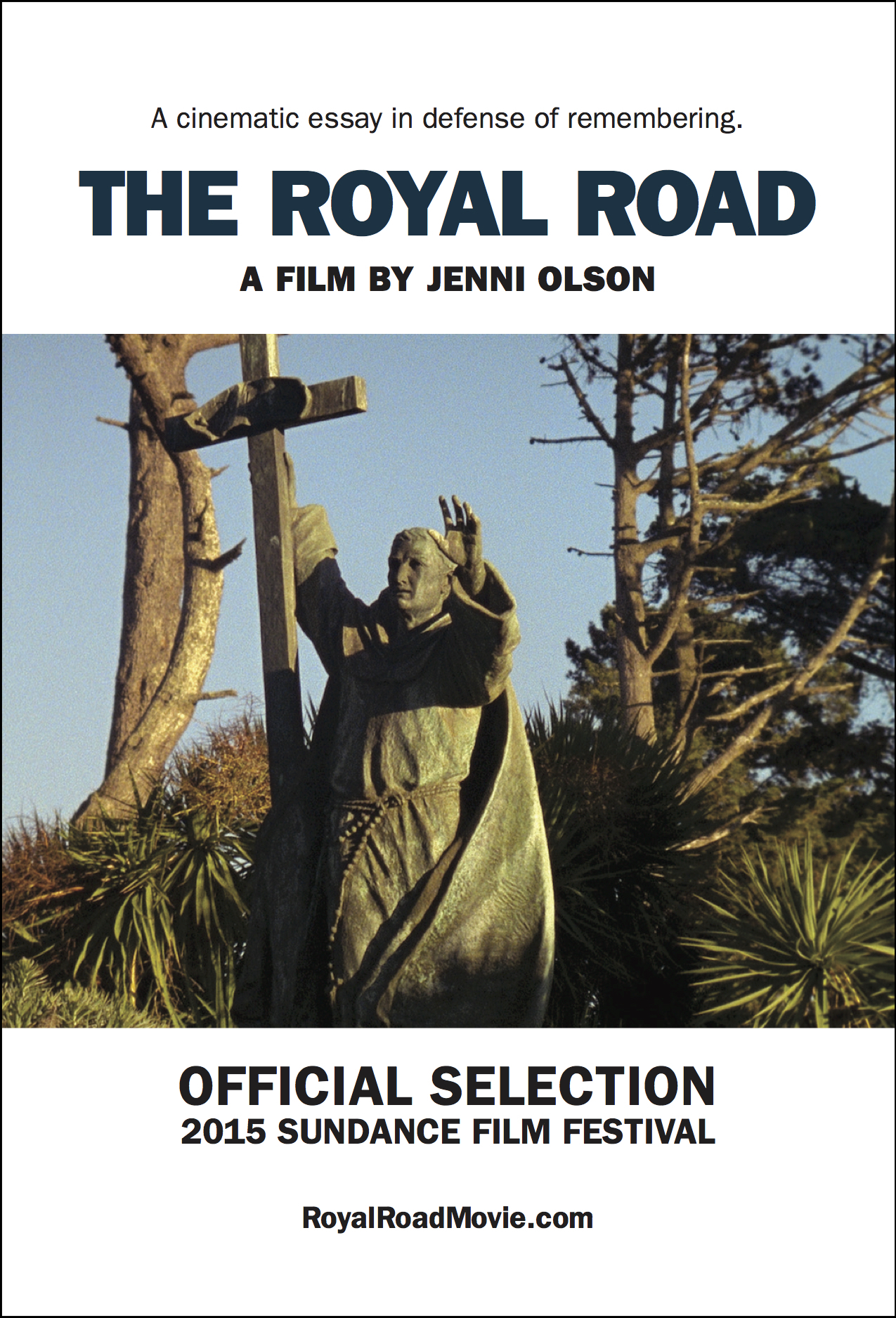
The Royal Road (2015)

Olson inicialmente compiló tráileres en documentales, y mostró Homo Promo, su compilación de tráileres de películas gay antiguas en el Festival de Cine Gay y Lésbico de Ámsterdam en 1991. Su trabajo en esta área fue reconocido como instructivo para enseñar contextualización a los estudiantes.
Continuó compilando tráileres a lo largo de la década de 1990, y su última compilación de este tipo se publicó en 2006 siendo Bride of Trailer Camp, lanzado en 2001 (otros en la serie incluyen: "Trailer Camp", "Neo Homo Promo", "Afro Promo", "Trailers Schmailers"). Durante este período, Olson también escribió Ultimate Guide to Lesbian & Gay Film and Video (1996). El libro se basó en su tesis de licenciatura. Su siguiente libro fue The Queer Movie Poster Book ( Chronicle Books, 2005). Este libro fue sugerido en 1991 por Stuart Marshall, quien le recomendó que presentara la idea a Gay Men's Press de Londres. Aunque el libro fue rechazado tanto por ellos como por Serpent's Tail, a quien se le presentó la idea como una continuación de su libro anterior, Olson finalmente recibió el encargo de escribir el libro en 2002 (publicado en 2005, pasó a ser nominadoa los premios literarios Lambda). Olson basó el trabajo en parte en su propia colección de dicho material, que posteriormente donó a la Sociedad Histórica GLBT de San Francisco. Su colección se exhibió en la Biblioteca Pública de San Francisco en 2004, con Olson dando una conferencia al respecto.
En 2005, Olson estrenó The Joy of Life, su primer largometraje, que ganó el premio al Mejor Logro Artístico Destacado en el Festival Outfest de 2005, y en el Newfest de ese mismo año recibió el premio al Mejor Guion Narrativo de EE. UU. También ha recibido críticas favorables en varias publicaciones, y lle valió el premio Marlon Riggs del Círculo de Críticos de Cine de San Francisco en 2005. Trabajar en esta película llevó a Olson a escribir una carta abierta al San Francisco Chronicle sobre la posición del puente Golden Gate como el principal hito de suicidios en el mundo. Su antiguo colega, Mark Finch, había saltado del puente el 14 de enero de 1995 y Olson utilizó este evento para informar su propia película. Su carta se publicó en el décimo aniversario de la muerte de Finch y apoyó el lanzamiento de una campaña de la Fundación Psiquiátrica del Norte de California para instalar una barrera en el puente. Olson también distribuyó su película a la junta directiva del puente, y señaló que "varios de los directores del puente me dijeron que apreciaban ver la película y la encontraron esclarecedora", y en marzo de 2005, la junta votó para explorar la instalación de una barrera para evitar saltos.
Su cortometraje de 2009, 575 Castro St., se filmó en el plató vacío de la tienda Castro Camera del drama ganador del Premio de la Academia Milk.
En 2015, la película de Olson, The Royal Road, se estrenó en el Festival de Cine de Sundance.
En 2019, dirigió el cortometraje In nomine Patris y está desarrollando una película experimental, The Quiet World.

## Filmografía
Parte de su filmografía comprende:
- Levi's 501s Commercial (1991), video experimental
- Sometimes (1994), vídeo experimental
- Blow-Up (1997), vídeo experimental
- Blue Diary (1998)
- ¡Meep Meep! (2000), vídeo experimental
- By Hook or by Crook (2001), productora consultora
- Sing Along San Francisco (2002), productora
- Matzo Maidels (2003)
- The joy if Life (2005)
- 575 Castro St. (2009)
- The Royal Road (2015)
- AWOL (2016), productora consultora
- The Freedom to Marry (2016), productora
- In nomine Patris (2019)
- A Worm in the Heart (2020), productora consultora

- Divulgación: Trans Lives on Screen (2020), productora consultora
- Equal (2020), productora de archivo
- No Straight Lines: The Rise of Queer Comics (2021), productora consultora

## Premios y nominaciones
| Año  | Asociación                                                        | Categoría                                          | Trabajar        | Resultado |
| ---- | ----------------------------------------------------------------- | -------------------------------------------------- | --------------- | --------- |
| 1998 | Festival de Cine de María Negra                                   | Premio a la elección del director                  | Blue Diary      | Ganadora  |
| 2005 | New York Lesbian, Gay, Bisexual, & Transgender Film Festival      | Mejor guion de EE. UU.                             | The Joy of Life | Ganadora  |
| 2005 | Outfest                                                           | Logro excepcional                                  | The Joy of Life | Ganadora  |
| 2005 | Círculo de Críticos de Cine del Área de la Bahía de San Francisco | Premio Marlon Riggs                                | The Joy of Life | Ganadora  |
| 2015 | Festival de Cine de Ann Arbor                                     | Mejor película LGBTQ                               | The Royal Road  | Ganadora  |
| 2015 | Festival de Cine LGTB de Oporto Queer                             | Mejor característica                               | The Royal Road  | Ganadora  |
| 2015 | Buenos Aires Festival Internacional de Cine Independiente         | Mención especial del jurado de vanguardia y género | The Royal Road  | Ganadora  |
| 2015 | Dokufest                                                          | Mención Especial del Jurado                        | The Royal Road  | Ganadora  |
| 2015 | MIX Copenhague                                                    | Mención Especial Documental                        | The Royal Road  | Ganadora  |
| 2015 | Festival de Cine Independiente de Ashland                         | Premio Orgullo                                     | The Royal Road  | Ganadora  |
| 2015 | Museo de Arte Moderno de San Francisco                            | Premio SECA de Arte                                | The Royal Road  | Nominada  |